# Benguela
Benguela (São Felipe de Benguela, tên cũ Benguella) là thành phố ở đông Angola, về phía nam Luanda, là thủ phủ của tỉnh Benguela. Thành phố nằm bên vịnh cùng tên. Đây là thành phố lớn thứ nhì Angola.